# خوسيه كرسبو (ممثل)
خوسيه كرسبو (بالإسبانية: José Crespo Férez)‏ هو ممثل إسباني، ولد في 1900 في مرسية في إسبانيا، وتوفي في 1997.

## وصلات خارجية
- خوسيه كرسبو على موقع IMDb (الإنجليزية)
- خوسيه كرسبو على موقع قاعدة بيانات الفيلم (الإنجليزية)